# Louis Sibué

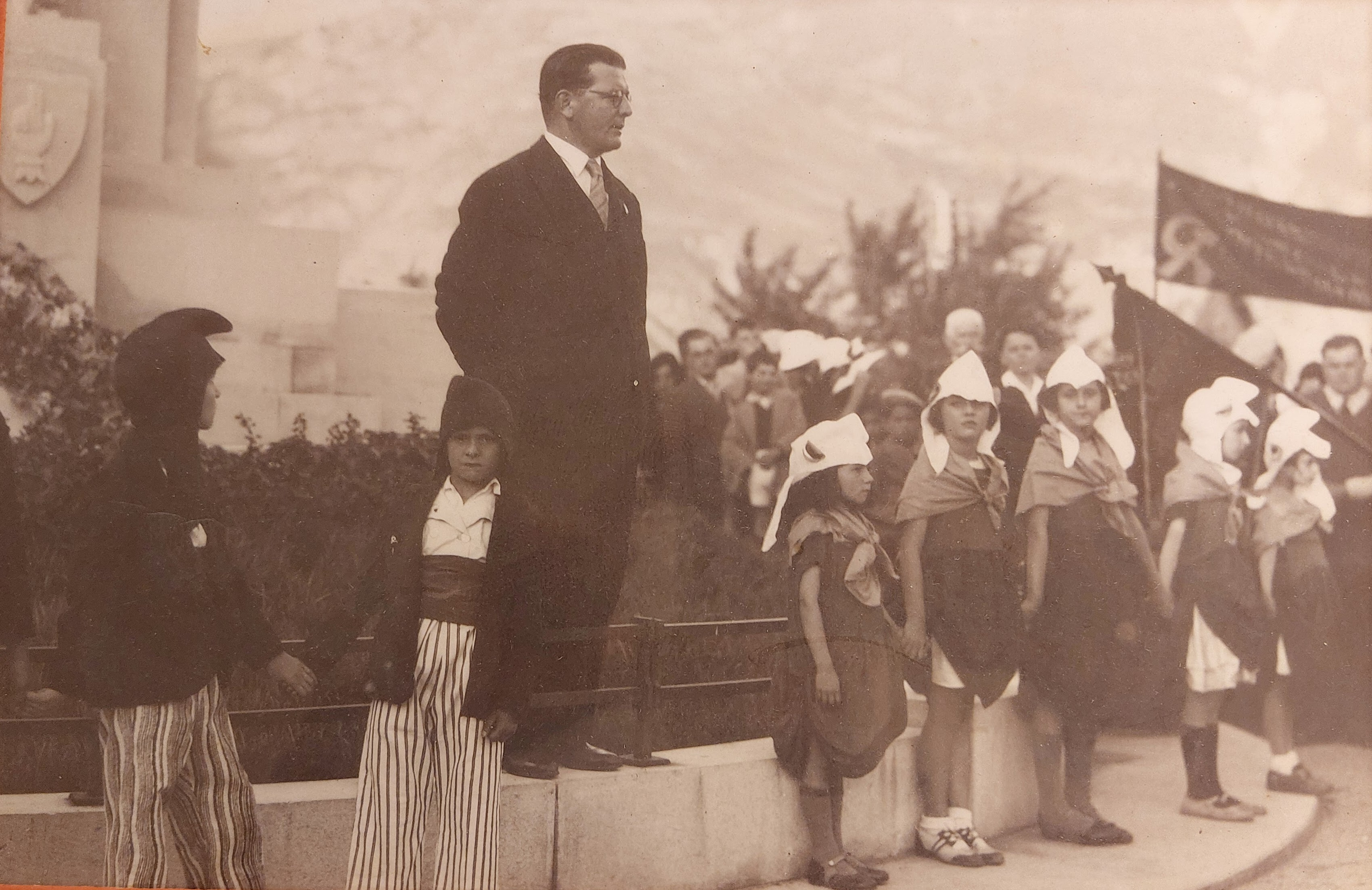
Louis SIBUE député de la Savoie 14 juillet 1936

Louis Camille Sibué, né le 31 octobre 1902 à Saint-Jean-de-Maurienne (Savoie) et décédé le 8 avril 1957 à Paris 15e d’une crise d’urémie, est un homme politique socialiste (SFIO) français. Il fut député de Savoie de 1936 à 1942 et de 1951 à 1956, puis nommé sous-secrétaire d'État à la présidence du Conseil de Guy Mollet (1956-1957).

## Formation
Fils d'un facteur rural et d'une cultivatrice, tous deux originaires de Fontcouverte, il étudie à l'école communale puis à l’école primaire supérieure de Saint-Jean-de-Maurienne. Il est admis en 1918 au concours d'entrée à l’école normale d’Albertville, il en sort Major. Après son service militaire (1923-1924), il prépare une licence es lettres, puis un temps enseignant à l’école primaire supérieure de Saint-Jean-de-Maurienne, il enseigne ensuite à l’école normale d’Albertville à partir de 1932.

## Carrière politique
(juillet 2017).
Si vous disposez d'ouvrages ou d'articles de référence ou si vous connaissez des sites web de qualité traitant du thème abordé ici, merci de compléter l'article en donnant les références utiles à sa vérifiabilité et en les liant à la section « Notes et références ».
Militant socialiste précoce, il devient conseiller municipal de Saint-Jean-de-Maurienne dès 1929.
Pour les législatives qui ont lieu en mai 1932, on compte dans la Circonscription quatre candidats : Louis Sibué, professeur à Albertville mais habitant Saint-Jean-de-Maurienne, est désigné pour porter les couleurs de la SFIO ; le républicain-socialiste Jean-Marie Arnaud, devenu entretemps conseiller général de Saint-Jean-de-Maurienne (prenant le siège de Henri Falcoz), est de nouveau présent (déjà candidat en 1928) ; Henri Falcoz, conseiller général du canton de La Chambre et maire de Saint-Jean-de-Maurienne, se présente comme radical indépendant, enfin, Gustave Sulpice, forgeron à Argentine, représente le parti communiste. La campagne électorale est d’une virulence jamais atteinte dans la vallée, et ceci est pour beaucoup dû à l’engagement dans la bataille du Socialiste savoyard, organe du parti en Savoie dont Sibué est le rédacteur. Une véritable campagne anti-Falcoz est montée par le journal. Dans le numéro du 14 avril 1932, sous la rubrique “un peu d’histoire” on nous explique le parcours politique de Falcoz : « À droite en 1914, à gauche en 1919, républicain-socialiste de 1924 à 1926, chassé des radicaux-socialistes en 1928, membre du cabinet Tardieu… ». Parfois, la critique est parodique : « …une commune rurale du canton de Modane ayant demandé à M. Falcoz d’intervenir pour faire baisser le prix du courant électrique fourni par une usine voisine, le député affairiste répondit qu’il n’y avait pas lieu de se plaindre, que le prix était raisonnable. Pas étonnant, il était l’avocat-conseil de l’usine !… ». L’affaire Oustric est au cœur du débat, et le journal ne se prive pas d’en parler : « …Falcoz était l’avocat de deux puissantes sociétés, la Ford française et la Scalpa (filiale du groupe Oustric), il a reçu 100 000 Fr. de la Ford et 2100 F par mois de la Scalpa pour un travail insignifiant… » Entre autres surnoms, Falcoz devient « l’Oustriculteur ». En Maurienne, il reste de fait le candidat le moins progressiste et obtient le soutien de la droite qui ne lui oppose pas de concurrent. Malgré les attaques socialistes, Falcoz est réélu au premier tour avec 50,54 % des suffrages exprimés (avec 53 voix de plus que la majorité absolue). Sibué est derrière avec 32,1 %, Arnaud totalise 14,3 %, tandis que le communiste n’attire que 3 % des voix.
En 1936, Louis Sibué représente encore la S.F.I.O., tandis que les communistes envoient un nouveau venu dans la région dans la course électorale : Marcel Berlingaud, postier à Modane. Henri Falcoz défend son siège en tant que radical indépendant. À ce titre, il est encore le candidat le moins progressiste de la circonscription et la droite ne lui oppose toujours pas d’adversaire (la rumeur évoqua cependant la candidature du nouveau maire U.R.D. de Saint-Jean-de-Maurienne, Alphonse Thibieroz). Ses tracts sont clairs, il est totalement opposé au Front populaire. Pour lui les socialistes sont les « fascistes rouges », il joue énormément sur la peur des paysans. Mais il est dans une situation délicate : il a quitté le groupe radical-socialiste en 1929 et, impliqué dans l’affaire Oustric, il a dû démissionner du gouvernement Tardieu.
Enfin, acquitté pour l’affaire de Marrakech en 1934, il perd peu après la mairie de Saint-Jean-de-Maurienne et son siège de conseiller général de La Chambre. Pour les radicaux-socialistes le choix est plus difficile. Deux candidats cherchent l’investiture de leur parti : Jean Magnin, maire de Valloire et conservateur des hypothèques à Privas, et Constantin Ros. Magnin est définitivement écarté le 2 février 1936 lors d’une réunion à la mairie de Modane. Les réunions sont assez nombreuses dans la région, Ros descend jusqu’à Argentine le 29 mars (environ 60 personnes). Le 6 avril, Sibué est à la mairie de Modane devant 150 auditeurs. Le 10, Falcoz est à Fourneaux et réunit la plus forte audience (500 personnes autour du café du Charmaix). Six jours plus tard Sibué n’en réunit que la moitié au même endroit. Enfin deux jours plus tard, le 18, Berlingaud est à l’hôtel de la Poste de Modane devant 150 auditeurs. Au niveau du département, Le socialiste savoyard n’hésite pas à reprendre un article de L’action française pour discréditer le député Falcoz en relatant le déroulement du procès de l’affaire Oustric : « Très brun, le teint basané, une forte carrure, une courte moustache noire, des doigts épais et carrés, des traits vulgaires où l’on peut distinguer de l’âpreté et de la ruse, le député radical-socialiste Henry Falcoz apparait avec sa faconde de champs de foire comme un type achevé de maquignon du suffrage universel… ». À Modane la campagne anti-Falcoz est animée par le périodique Le Haut-Mauriennais, Falcoz y est montré comme un opportuniste changeant trop souvent de programme : « …Falcoz, le néo-commu- nisto, socialo, radicalo de la droite royaliste. » Les attaques sont très virulentes, Falcoz vient tous les quatre ans : « …il a l’air de trouver que c’est beaucoup …il emprunte aux programmes des partis auxquels il a appartenu (et qu’il a trahis), les éléments qui s’adaptent aux gouts des électeurs. » Le journal en profite pour faire la campagne de Ros celui-ci prend la plume dans le numéro 100 pour exposer la doctrine radicale, tout en rappelant la nécessaire discipline républicaine du deuxième tour. Le n° 102 est presque entièrement rédigé par lui et par Pierre Cot, c’est un numéro spécial de 4 pages. Les appels à la jeunesse et aux anciens combattants y sont courants. Dans le canton de Modane, le premier tour est un succès pour le docteur Ros qui obtient 56,47 % des suffrages exprimés, mais seulement 25,9 % au niveau de la Maurienne. Falcoz est en forte baisse (39,4 % en Maurienne) ; Sibué est ici gêné par la candidature de Ros et fait un score assez faible dans le canton de Modane (14,5 % et plus du double sur la circonscription avec 30,8 %). Berlingaud n’arrive à rassembler que 27 voix sur le canton (1,8 %), mais il fait mieux dans le reste de la vallée (3,8 % en tout). Falcoz reste puissant dans les communes agricoles et qui lui sont traditionnellement acquises : Aussois (55,5 %) et Villarodin Bourget (47,8 %). Pour le deuxième tour, compte tenu des accords, Ros se retire et appelle à voter pour Sibué, ainsi que Cot, Antoine Borrel et Perriol (le nouveau maire de Chambéry). Le succès de l’union de la gauche est consacré à Saint-Jean-de-Maurienne lors d'une grande réunion unitaire le 1er mai. Le candidat S.F.I.O. est élu le 3 mai 1936 avec 52,78 % des suffrages exprimés contre Falcoz.
Louis Sibué vote la délégation des pouvoirs constitutionnels au maréchal Pétain le 10 juillet 1940 à Vichy. Il se reprend vite et rejoint les rangs de la résistance et devient le secrétaire régional de la SFIO clandestine. Son arrestation par la Milice lui vaudra d’être réhabilité par le jury d’Honneur des Parlementaires en 1945. Le Jury note : « …dès 1940, (il a) manifesté d’une manière constante son opposition politique à l’usurpateur, en particulier par l’organisation de réunion clandestines, la diffusion de tracts et de journaux clandestins. ». Il est réintégré à la SFIO sous réserve d'une suspension de mandat pour une législature. Il devient conseiller général du canton de Saint-Jean-de-Maurienne dès septembre 1945 mais les électeurs ne lui accordent pas leurs suffrages quand il conduit la liste SFIO pour la seconde Assemblée nationale constituante en juin 1946. Il n'est pas candidat aux élections législatives du mois de novembre 1946. Il est alors Vice-président du Conseil général de la Savoie et délégué à la Reconstruction.
Pour les législatives du 17 juin 1951, il prend la tête de la liste d'Union des gauches républicaines, apparentée à celle de l'Entente républicaine de Joseph Delachenal, qui obtient 34,5 % des voix et à celle du MRP conduite par Joseph Fontanet (11,2 %). Il est élu avec 14522 voix (la liste en obtient 13,3 %) distançant ses deux colistiers, le radical Jean Mercier, ancien chef départemental des MUR, rescapé de Mauthausen et le RGR Pierre Michelon.
Au cours de ce second mandat, il est membre de la Commission des moyens de communication et du tourisme et de celle de la reconstruction et des dommages de guerre (fonction importante pour le député d'une circonscription durement éprouvée par les bombardements alliés, dès juillet 1951, puis, en 1953, de la Commission de la production industrielle. 
En janvier 1953, il est désigné Secrétaire de l'Assemblée nationale. Son activité parlementaire est forte, puisqu'il dépose quatorze propositions de loi ou rapports.
Il défend les intérêts de ses électeurs, ses sujets de prédilections étant: les équipements hydro-électriques, le trafic ferroviaire international (Modane), les tunnels internationaux (il n'est ni favorable au Mont-Blanc ni à celui sous la Manche), se démène pour obtenir des crédits à la suite des crues de 1955-1957 en Maurienne. Il est pour la paix négociée en Indochine et reste ferme et opposé à la CED et au réarmement allemand. Il n'est pas réélu en 1956, du fait de la poussée poujadiste et de la progression du MRP . Il reste vice-président du Conseil général de la Savoie et chargé de mission au cabinet d'Hammadoun Dicko, sous-secrétaire d'État à l'Industrie et au commerce, en février 1956. Il est emporté, à 55 ans, par une crise d'urémie peu après avoir été appelé auprès de Guy Mollet comme sous-secrétaire d'État à la présidence du Conseil.

## Décoration
- Médaille d'honneur départementale et communale, échelon argent, au titre de « député, conseiller général du canton de Saint-Jean-de-Maurienne » (1955)[1]

### Sources
- « Louis Sibué », dans le Dictionnaire des parlementaires français (1889-1940), sous la direction de Jean Jolly, PUF, 1960 [détail de l’édition]